# Grande Valáquia

Mundo Egeu em 1265

Grande Valáquia (em grego: Μεγάλη Βλαχία; romaniz.: Megáli Vlachía) foi um distrito na Tessália nos séculos XII-XIII. Seu nome deriva dos aromanos e valacos, grupos étnicos principalmente transumantes que vivem em várias áreas montanhosas dos Bálcãs e que descendem de antigas populações falantes de romance misturadas com os povos das migrações bárbaras da Antiguidade Tardia. Os valacos da Tessália aparecem pela primeira vez nas fontes bizantinos do século XI, no Strategikon de Cecaumeno e na Alexíada de Ana Comnena.
No século XII, o viajante judeu Benjamim de Tudela registra a existência do distrito da Valáquia próximo do rio Almiro, na Tessália oriental, enquanto o historiador bizantino Nicetas Coniates colocou a Grande Valáquia próximo de Metéora. O termo é também usado pelo estudioso do século XIII Jorge Paquimeres, e ele aparece como uma unidade administrativa distinta em 1276, quando o pincerna Raul Comneno foi seu governador (céfalo).
A Valáquia tessália foi aparentemente também conhecida como "Valáquia no Helas". Fontes medievais do período também falam de uma "Valáquia Superior" no Epiro, e uma "Pequena Valáquia" na Etólia-Acarnânia, mas a "Grande Valáquia" não é mais mencionada após o final do século XIII, e desaparece até o século XV, quando foi aplicado para a própria Valáquia, ao norte do Danúbio – cujo endônimo é Hungrovaláquia ou Hungro-valáquia.